# Johann Schiller (Theologe)

Johann Schiller

Johann Schiller, auch: Johannes Schiller (* 2. März 1812 in Regensburg; † 10. März 1886 in Westheim (Pfalz)) war ein deutscher evangelischer Pfarrer, Theologe und Schriftsteller.

## Leben

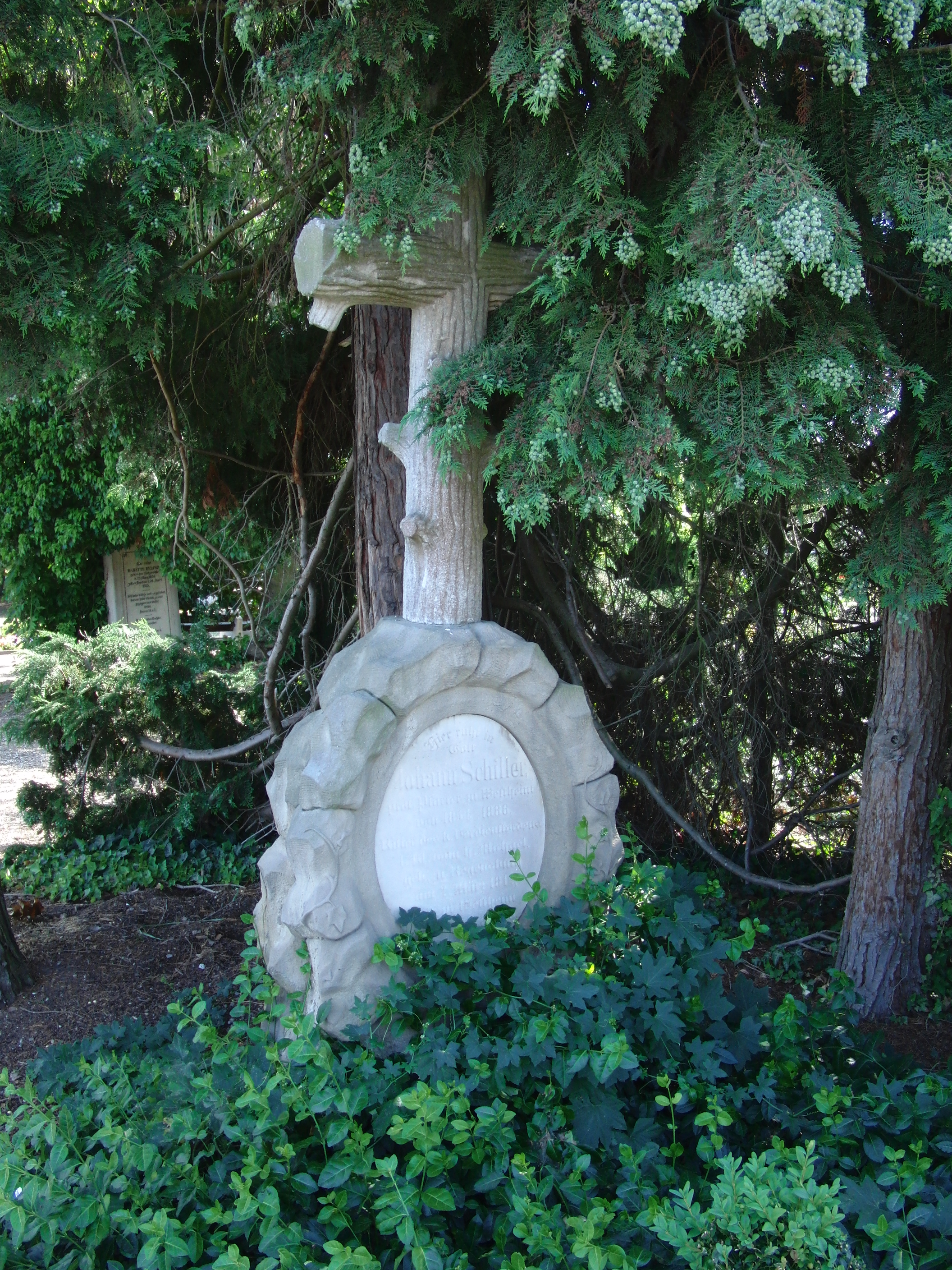
Grab

Johann Schiller besuchte in seiner Geburtsstadt Regensburg das humanistische Gymnasium und studierte nach dem Schulabschluss (1831) in Erlangen, auf Wunsch seiner Eltern, Theologie. Er war Burschenschafter und widmete sich lieber dem Fechtkampf als dem Studium. Trotzdem schloss er das Studium 1835 erfolgreich ab. Im Herbst desselben Jahres kam er in die Pfalz und übernahm zunächst eine Hauslehrerstelle bei Pfarrer Machwirth in Kerzenheim, welche er drei Jahre bekleidete. In diese Zeit fällt auch seine erste Predigt, zu der er überraschend von einem Mennonitenprediger, dessen Predigt er eigentlich als Zuhörer beiwohnen wollte, aufgefordert wurde. Ab 1838 war er Vikar in Laumersheim und Iggelheim, ab 1841 Pfarrverweser in Zell. In Mittelbrunn (Sickinger Höhe) trat er 1843 seine erste Pfarrstelle an. Hier heiratete er Margareta Küstner aus Rüssingen, mit der er sieben Kinder hatte, und war Initiator und Herausgeber des Sickinger Boten, eines Volkskalenders, dessen Auflage im Jahr 1851 bei 40.000 Exemplaren lag. Er richtete sich gegen alles unchristliche Wesen in Kirche und Staat und machte ihn zu einem gehassten Mann in der Pfalz. Es folgten Anstellungen als Pfarrer in Herschberg und 1847 in Iggelheim. In Iggelheim zog er den Unmut der Bevölkerung auf sich, als er einem Bürgermeister in sein Amt verhalf, der, wie sich herausstellte, seiner Aufgabe nicht gewachsen war. Infolgedessen wurde er gegen seinen Willen nach Westheim versetzt, wo er 1854 seine Tätigkeit begann. 32 Jahre lang, bis zu seinem Tod 1886, war er schließlich Pfarrer in Westheim.
Schiller war 1848 Gründer des Evangelischen Vereins für die Pfalz und bis zu seinem Tod dessen Vorstand. Der Verein gab zahlreiche Schriften heraus, die zumeist von Schiller selbst verfasst waren. Außerdem zeichnete er sich für die Errichtung des Rettungshauses in Haßloch für arme und gefährdete Kinder verantwortlich. Er unterstützte den Bau der Retscherkirche (Gedächtniskirche) in Speyer. In diesem Zusammenhang war er auch Herausgeber eines Retscher-Almanachs und sorgte für das Wiederaufleben des Retschervereins. Ebenso gehörte er zu den Gründern des Diakonissenhauses in Speyer, für das er auch einen Diakonissen-Kalender herausgab. Als Förderer der Jugend hielt er viele Privatstunden unentgeltlich. So gilt er auch als Förderer des späteren Musikwissenschaftlers und Heimatforschers Georg Heeger.
Während der Deutschen Revolution 1848/49 wurde er von den Aufständischen festgenommen. Dies geschah am 28. März 1849. Einen Tag später wurde er nach Neustadt abgeführt und später nach Kaiserslautern gebracht, wo er einige Tage im Gefängnis saß. Seine Gemeinde und andere Gönner konnten schließlich die Freilassung erwirken. Für sein mutiges, ritterliches und treues Verhalten in der Revolution wurde ihm 1850 das Ritterkreuz des Verdienstordens vom Heiligen Michael I. Klasse von König Maximilian II. verliehen.
Durch sein soziales Engagement, aber auch durch originelle und mit Nachdruck gehaltene Predigten war Schiller über die Grenzen der Pfalz hinaus bekannt.
Ab dem Alter von 70 Jahren litt Schiller an Blutarmut aufgrund eines Rückenmarksleidens. Nachdem ihn in seinen letzten Lebensjahren zweimal während der Predigt in Westheim ein Schlaganfall ereilte, musste er zumeist das Bett hüten. Er verstarb nach einem dritten Schlaganfall am 10. März 1886 und fand seine letzte Ruhestätte am 13. März 1886 in einem heute noch erhaltenen Grab auf dem Westheimer Friedhof.

## Werke
- Der Sickinger Bote. Kalender, Neustadt an der Haardt u. a. 1845–1869
- Geschichte der vereinigten Kirche der Pfalz. Speyer und Iggelheim 1849
- Retscher-Almanach. Gotha 1858
- Lebensgeschichtliche Nachrichten über die Liederdichter des neuen Gesangbuchs. Westheim 1869
- Die Pfarrei Westheim. Neidhard, Speyer 1870. Digitalisat
- Pfälzisches Memorabile. 14 Bände, Westheim 1873–1886